# Lliga de Campions de la CAF 2008
La Confederació Africana de Futbol (CAF) va establir el 4 de desembre el calendari de la ronda preliminar per a l'edició 2008 de la Lliga de Campions de la CAF. El guanyador d'aquesta edició representarà al continent en el Campionat del Món de Clubs 2008.

## Ronda preliminar
15/16/17 de febrer i 1/2 de març de 2008.
| Partit | Equip 1                     | Resultat global | Equip 2                       | Resultat anada | Resultat tornada |
| ------ | --------------------------- | --------------- | ----------------------------- | -------------- | ---------------- |
| 1      | ASC SNIM                    | 1:7             | ES Setif                      | 1:5            | 0:2              |
| 2      | SC de Bissau                | 0:4             | Olympique Khouribga           | 0:2            | 0:2              |
| 3      | Invicible Eleven            | *               | AS Kaloum Star                | *              | *                |
| 4      | Renacimiento FC             | 2:4             | Inter Luanda                  | 1:2            | 1:2              |
| 5      | FAR Rabat                   | 3:3 (p)         | Sporting Clube da Praia       | 3:0            | 0:3              |
| 6      | Tonnere d'Abomey            | 0:3             | Africa Sports National        | 0:0            | 0:3              |
| 7      | APR FC                      | 1:4             | Al-Zamalek                    | 1:2            | 0:2              |
| 8      | AS Douanes                  | 3:2             | Commune FC                    | 0:0            | 3:2              |
| 9      | Costa do Sol                | 2:1             | AJESAIA                       | 2:0            | 0:1              |
| 10     | Royal Leopards              | 0:3             | Dynamos                       | 0:1            | 0:2              |
| 11     | Sahel SC                    | 2:6             | Asante Kotoko                 | 1:0            | 1:6              |
| 12     | DC Motema Pembe             | 2:2 (p)         | Gombe United FC               | 2:0            | 0:2              |
| 13     | Vital'O                     | 0:2             | Cotonsport Garoua             | 0:1            | 0:1              |
| 14     | FC 105 Libreville           | 4:3             | Hearts of Oak                 | 3:0            | 1:3              |
| 15     | Tourbillon FC               | *               | TP Mazembe                    | *              | *                |
| 16     | Stade Malien                | 1:2             | Primeiro de Agosto            | 1:2            | 0:0              |
| 17     | ASC Saloum                  | 1:3             | Club Africain                 | 1:2            | 0:1              |
| 18     | ASKO Kara                   | 4:1             | Union Douala                  | 3:1            | 1:0              |
| 19     | Simba SC                    | 4:1             | Awassa City FC                | 3:0            | 1:1              |
| 20     | Enyimba FC                  | 7:2             | Diables Noirs                 | 4:0            | 3:2              |
| 21     | Tusker FC                   | *               | Al-Tahrir                     | *              | *                |
| 22     | US Stade Tamponnaise        | 4:1             | Saint-Michel United           | 3:1            | 1:0              |
| 23     | Platinum Stars              | 4:1             | Lesotho Correctional Services | 4:0            | 0:1              |
| 24     | Curepipe Starlight SC       | 2:1             | Coin Nord                     | 2:0            | 0:1              |
| 25     | Miembeni SC                 | 0:5             | Mamelodi Sundowns             | 0:1            | 0:4              |
| 26     | Uganda Revenue Authority SC | 0:2             | ZESCO United FC               | 0:2            | 0:0              |

- El 10 de febrer la CAF va decidir que els equips de Libèria, Kenia i del Txad quedessin exclosos de la competició al no poder afrontar els deutes econòmics amb la federació.

## Trentadosens de final
21/23 de març i 4/6 d'abril de 2008.
| Partit | Equip 1                 | Resultat global | Equip 2                | Resultat anada | Resultat tornada |
| ------ | ----------------------- | --------------- | ---------------------- | -------------- | ---------------- |
| 28     | Olympique Khouribga     | 2:2 (p)         | ES Setif               | 2:0            | 0:2              |
| 29     | ASEC Mimosas            | 2:1             | AS Kaloum Star         | 1:1            | 1:0              |
| 30     | Sporting Clube da Praia | 2:2             | Inter Luanda           | 2:1            | 0:1              |
| 31     | Al-Zamalek              | 2:2 (p)         | Africa Sports National | 2:0            | 0:2              |
| 32     | Etoile du Sahel         | 5:3             | AS Douanes             | 5:0            | 0:3              |
| 33     | Dynamos                 | 4:2             | Costa do Sol           | 3:0            | 1:2              |
| 34     | JS Kabylie              | 3:0             | Asante Kotoko          | 3:0            | 0:0              |
| 35     | Cotonsport Garoua       | 6:2             | Gombe United FC        | 5:0            | 1:2              |
| 36     | TP Mazembe              | 2:1             | FC 105 Libreville      | 1:1            | 1:0              |
| 37     | Al Ittihad              | 2:2             | Primeiro de Agosto     | 1:0            | 1:2              |
| 38     | ASKO Kara               | 2:4             | Club Africain          | 2:0            | 0:4              |
| 39     | Enyimba FC              | 7:1             | Simba SC               | 4:0            | 3:1              |
| 40     | Al-Ahly                 | *               | Al-Tahrir              | *              | *                |
| 41     | Platinum Stars          | 5:1             | US Stade Tamponnaise   | 2:0            | 3:1              |
| 42     | Mamelodi Sundowns       | 4:0             | Curepipe Starlight SC  | 3:0            | 1:0              |
| 43     | Al Hilal                | 3:1             | ZESCO United FC        | 2:0            | 1:1              |

- El 16 de març l'equip d'Eritrea, Al-Tahrir va anunciar que es retirava de la competició per problemes interns del club.

## Setzens de final
25/27 d'abril i 9/11 de maig de 2008.
| Partit | Equip 1           | Resultat global | Equip 2             | Resultat anada | Resultat tornada |
| ------ | ----------------- | --------------- | ------------------- | -------------- | ---------------- |
| 44     | ASEC Mimosas      | 1:1             | Olympique Khouribga | 0:0            | 1:1              |
| 45     | Al-Zamalek        | 4:2             | Inter Luanda        | 3:0            | 1:2              |
| 46     | Dynamos           | 2:0             | Etoile du Sahel     | 1:0            | 1:0              |
| 47     | Cotonsport Garoua | 4:2             | JS Kabylie          | 3:0            | 1:2              |
| 48     | Al Ittihad        | 2:3             | TP Mazembe          | 2:1            | 0:2              |
| 49     | Enyimba FC        | 6:3             | Club Africain       | 5:1            | 1:2              |
| 50     | Platinum Stars    | 2:3             | Al-Ahly             | 2:1            | 0:2              |
| 51     | Al Hilal          | 4:3             | Mamelodi Sundowns   | 4:2            | 0:1              |

## Fase de grups

### Grup A
| Equip        | Pts | PJ | PG | PE | PP | GF | GC | DG |
| ------------ | --- | -- | -- | -- | -- | -- | -- | -- |
| Al-Ahly      | 12  | 6  | 3  | 3  | 0  | 9  | 6  | +3 |
| Dynamos      | 9   | 6  | 3  | 0  | 3  | 1  | 6  | +0 |
| ASEC Mimosas | 6   | 6  | 1  | 3  | 2  | 7  | 6  | +1 |
| Al-Zamalek   | 5   | 6  | 1  | 2  | 3  | 4  | 8  | -4 |

| 18 de juliol de 2008 |           |              |                        |
| Dynamos              | 2-1 (1-1) | ASEC Mimosas | Rufaro Stadium, Harare |
|                      |           |              | Rufaro Stadium, Harare |

| 20 de juliol de 2008 |           |            |                                 |
| Al-Ahly              | 2-1 (1-0) | Al-Zamalek | Estadi Internacional (El Caire) |
|                      |           |            | Estadi Internacional (El Caire) |

| 18 de juliol de 2008 |     |         |                           |
| ASEC Mimosas         | 0-0 | Al-Ahly | Félix Houphouët (Abidjan) |
|                      |     |         | Félix Houphouët (Abidjan) |

| 18 de juliol de 2008 |           |         |                                 |
| Al-Zamalek           | 1-0 (1-0) | Dynamos | Estadi Internacional (El Caire) |
|                      |           |         | Estadi Internacional (El Caire) |

| 15 d'agost de 2008 |           |         |                                 |
| Al-Ahly            | 2-1 (1-0) | Dynamos | Estadi Internacional (El Caire) |
|                    |           |         | Estadi Internacional (El Caire) |

| 15 d'agost de 2008 |     |              |                                 |
| Al-Zamalek         | 0-0 | ASEC Mimosas | Estadi Internacional (El Caire) |
|                    |     |              | Estadi Internacional (El Caire) |

| 29 d'agost de 2008 |           |         |                        |
| Dynamos            | 0-1 (0-1) | Al-Ahly | Rufaro Stadium, Harare |
|                    |           |         | Rufaro Stadium, Harare |

| 29 d'agost de 2008 |           |            |                           |
| ASEC Mimosas       | 3-0 (1-0) | Al-Zamalek | Félix Houphouët (Abidjan) |
|                    |           |            | Félix Houphouët (Abidjan) |

| 12 de setembre de 2008 |           |         |                                 |
| Al-Zamalek             | 2-2 (1-1) | Al-Ahly | Estadi Internacional (El Caire) |
|                        |           |         | Estadi Internacional (El Caire) |

| 12 de setembre de 2008 |           |         |                           |
| ASEC Mimosas           | 1-2 (0-0) | Dynamos | Félix Houphouët (Abidjan) |
|                        |           |         | Félix Houphouët (Abidjan) |

| 19 de setembre de 2008 |           |            |                        |
| Dynamos                | 1-0 (0-0) | Al-Zamalek | Rufaro Stadium, Harare |
|                        |           |            | Rufaro Stadium, Harare |

| 19 de setembre de 2008 |           |              |                                 |
| Al-Ahly                | 2-2 (1-1) | ASEC Mimosas | Estadi Internacional (El Caire) |
|                        |           |              | Estadi Internacional (El Caire) |

### Grup B
| Equip             | Pts | PJ | PG | PE | PP | GF | GC | DG |
| ----------------- | --- | -- | -- | -- | -- | -- | -- | -- |
| Cotonsport Garoua | 10  | 6  | 3  | 1  | 2  | 6  | 5  | +1 |
| Enyimba FC        | 9   | 6  | 3  | 0  | 3  | 10 | 10 | +0 |
| TP Mazembe        | 8   | 6  | 2  | 2  | 2  | 7  | 5  | +2 |
| Al Hilal          | 6   | 6  | 1  | 3  | 2  | 7  | 10 | -3 |

| 18 de juliol de 2008 |           |            |                            |
| Al Hilal             | 3-2 (1-1) | Enyimba FC | AlHilal Stadium (Omdurman) |
|                      |           |            | AlHilal Stadium (Omdurman) |

| 19 de juliol de 2008 |           |            |                    |
| Cotonsport Garoua    | 1-0 (0-0) | TP Mazembe | Omnisport (Garoua) |
|                      |           |            | Omnisport (Garoua) |

| 18 de juliol de 2008 |           |                   |                             |
| Enyimba FC           | 2-0 (1-0) | Cotonsport Garoua | Enyimba International (Aba) |
|                      |           |                   | Enyimba International (Aba) |

| 18 de juliol de 2008 |     |          |                              |
| TP Mazembe           | 0-0 | Al-Hilal | Stade Municipal (Lubumbashi) |
|                      |     |          | Stade Municipal (Lubumbashi) |

| 15 d'agost de 2008 |           |                   |                            |
| Al-Hilal           | 1-1 (1-0) | Cotonsport Garoua | AlHilal Stadium (Omdurman) |
|                    |           |                   | AlHilal Stadium (Omdurman) |

| 15 d'agost de 2008 |           |            |                             |
| Enyimba FC         | 2-0 (1-0) | TP Mazembe | Enyimba International (Aba) |
|                    |           |            | Enyimba International (Aba) |

| 29 d'agost de 2008 |           |          |                    |
| Cotonsport Garoua  | 1-0 (0-0) | Al-Hilal | Omnisport (Garoua) |
|                    |           |          | Omnisport (Garoua) |

| 29 d'agost de 2008 |           |            |                              |
| TP Mazembe         | 3-0 (1-0) | Enyimba FC | Stade Municipal (Lubumbashi) |
|                    |           |            | Stade Municipal (Lubumbashi) |

| 12 de setembre de 2008 |           |                   |                              |
| TP Mazembe             | 2-0 (1-0) | Cotonsport Garoua | Stade Municipal (Lubumbashi) |
|                        |           |                   | Stade Municipal (Lubumbashi) |

| 12 de setembre de 2008 |           |          |                             |
| Enyimba FC             | 4-1 (1-0) | Al-Hilal | Enyimba International (Aba) |
|                        |           |          | Enyimba International (Aba) |

| 19 de setembre de 2008 |           |            |                    |
| Cotonsport Garoua      | 3-0 (1-0) | Enyimba FC | Omnisport (Garoua) |
|                        |           |            | Omnisport (Garoua) |

| 19 de setembre de 2008 |           |            |                            |
| Al-Hilal               | 2-2 (1-1) | TP Mazembe | AlHilal Stadium (Omdurman) |
|                        |           |            | AlHilal Stadium (Omdurman) |

## Semifinals
5 i 17/19 d'octubre de 2008.
| Partit | Equip 1    | Resultat global | Equip 2           | Resultat anada | Resultat tornada |
| ------ | ---------- | --------------- | ----------------- | -------------- | ---------------- |
| -      | Dynamos    | 0:5             | Cotonsport Garoua | 0:1            | 0:4              |
| -      | Enyimba FC | 0:1             | Al-Ahly           | 0:0            | 0:1              |

## Final
| Partit | Equip 1           | Resultat global | Equip 2 | Resultat anada | Resultat tornada |
| ------ | ----------------- | --------------- | ------- | -------------- | ---------------- |
| -      | Cotonsport Garoua | 2:4             | Al-Ahly | 0:2            | 2:2              |